# Vinzenz Hofmann
Vinzenz Hofmann, uváděn též jako Vincenz Hofmann, v českých dobových pramenech někdy jako Čeněk Hofmann (2. listopadu 1857 Červený Újezd – 5. února 1933), byl rakouský a český statkář a politik německé národnosti, na přelomu 19. a 20. století poslanec Českého zemského sněmu a Říšské rady.

## Biografie
Vychodil reálku v Písku (podle jiného zdroje v Plzni), pak se věnoval správě svého zemědělského hospodářství. Byl statkářem v Úhercích u Nýřan. Koncem 19. století se uvádí jako starosta této obce, dále člen okresního zastupitelstva ve Stodě a náhradníkem ústřední komise pro revizi katastru pozemkové daně v Čechách.
V 90. letech 19. století se zapojil do zemské politiky. V doplňovacích volbách v dubnu 1890 (poté, co zemřel dosavadní poslanec Adolf Streer von Streeruwitz) byl zvolen v kurii venkovských obcí (volební obvod Stříbro, Touškov, Stod) do Českého zemského sněmu. V řádných volbách v roce 1895 zde mandát obhájil. Uvádí se jako německý liberál (takzvaná Německá pokroková strana). Mandát obhájil i ve volbách v roce 1901 a volbách v roce 1908. Roku 1905 přestoupil do Německé agrární strany.
Ve volbách roku 1891 se stal i poslancem Říšské rady (celostátní zákonodárný sbor), kde zastupoval kurii venkovských obcí, obvod Stříbro, Horšovský Týn atd. Mandát obhájil za stejný obvod ve volbách roku 1897 a volbách roku 1901. Do vídeňského parlamentu se dostal i ve volbách roku 1907, konaných již podle všeobecného a rovného volebního práva, kdy uspěl za obvod Čechy 122.
Na Říšské radě byl dlouho členem klubu Sjednocená německá levice, ze kterého vystoupil roku 1896. V roce 1906 se uvádí coby jeden z pěti poslanců Říšské rady, zastupujících Německou agrární stranu (Deutsche Bauernpartei). Po roce 1907 zasedl do poslaneckého klubu Německý národní svaz (Deutscher Nationalverband), v jehož rámci byl členem Německé agrární strany.